# Paroaria
Paroaria is een geslacht van vogels uit de familie van de Thraupidae. De wetenschappelijke naam van het geslacht is voor het eerst geldig gepubliceerd in 1832 door Charles Lucien Bonaparte.

## Soorten
De volgende soorten zijn bij het geslacht ingedeeld:
- Paroaria baeri – Roodvoorhoofdkardinaal
- Paroaria capitata – Geelsnavelkardinaal
- Paroaria coronata – Roodkuifkardinaal
- Paroaria dominicana – Dominicanerkardinaal
- Paroaria gularis – Zwartkeelkardinaal
- Paroaria nigrogenis – Maskerkardinaal